# Emmesomyia ocremaculata
Emmesomyia ocremaculata är en tvåvingeart som beskrevs av Albuquerque och Márcia Souto Couri 1979. Emmesomyia ocremaculata ingår i släktet Emmesomyia och familjen blomsterflugor. Inga underarter finns listade i Catalogue of Life.